# Sobralia oliva-estevae
Sobralia oliva-estevae är en orkidéart som beskrevs av Germán Carnevali och Ivón Mercedes Ramírez Morillo. Sobralia oliva-estevae ingår i släktet Sobralia och familjen orkidéer. Inga underarter finns listade i Catalogue of Life.